# Proyecto Monárquico de la Gran Colombia
Durante los últimos años de la Gran Colombia surgió el monarquismo como una medida desesperada de último recurso para conciliar a los pueblos del país en la figura de un rey y así evitar la Disolución de la Gran Colombia que era inminente ante los conflictos políticos en el país.

## Antecedentes
Había un terrible contexto político en la Gran Colombia a fines de la década. Aún así, el más caro anhelo de Bolívar, la Constitución Vitalicia, el cual sería una respuesta al ambiente centrífugo y caótico de América, tomaría influencias de las ideas de la Monarquía y la Aristocracia, y las sintetizaría con sus propias creencias a favor de la República para crear un modelo político heterodoxo y cesarista de respuesta a la necesidad hispanoamericana.

## El Proyecto Monárquico
Durante inicios de Abril de 1829, Bolívar escribió una carta secreta a sus ministros en Bogotá solicitándoles “explorar la posibilidad de un protectorado británico para Colombia” (iniciativas que ya había buscado con anterioridad), quienes respondieron como una formula muy improbable, ya que el país no podría contar con el apoyo del Reino Unido, o cualquier otra potencia europea, sin primero establecer un gobierno monárquico.

### Reacción publica en la Gran Colombia
Sucre, un hombre que en sus principios era liberal, pero no republicano, llegó a expresarle a O'Leary algunas simpatías monárquicas.

### Pensamientos de Bolívar al respecto
Hay varias perspectivas sobre que tan convencido estaba Bolívar de este proyecto. Por su parte, Armando Barona Mesa defiende la idea de que Bolívar si buscó el proyecto monárquico. Por otro lado, en carta a Páez, Bolívar afirmó al respecto de su Constitución Vitalicia.